# فريدريك أ. هودج
فريدريك أ. هودج هو سياسي أمريكي، (و. 1853 – 1922 م). نشط حزبياً في الحزب الجمهوري. وقد انتخب عضو مجلس ولاية مينيسوتا ‏.